# Heinrich Ordenstein
Heinrich Ordenstein (Offstein, prop de Worms, 7 de gener, 1856 - Karlsruhe, 22 de març, 1921) va ser un compositor i pianista alemany.
Estudià en el Conservatori de Leipzig amb Reinecke, i després es perfeccionà a París, dedicant-se després als concerts públics i a la ensenyança, fins que el 1884 fundà el Conservatori de Karlsruhe, que ben aviat adquirí un extraordinari desenvolupament sota la seva direcció. Són notables les seves memòries anuals en les que tracta interessants punts de tècnica i d'estètiques.